# Longside
Longside är en ort i Storbritannien.   Den ligger i kommunen Aberdeenshire och riksdelen Skottland, i den norra delen av landet, 700 km norr om huvudstaden London. Longside ligger 26 meter över havet och antalet invånare är 722.
Terrängen runt Longside är huvudsakligen platt. Longside ligger nere i en dal. Runt Longside är det ganska tätbefolkat, med 83 invånare per kvadratkilometer. Närmaste större samhälle är Peterhead, 8,5 km öster om Longside. Trakten runt Longside består i huvudsak av gräsmarker.